# 해상 LNG 엔진

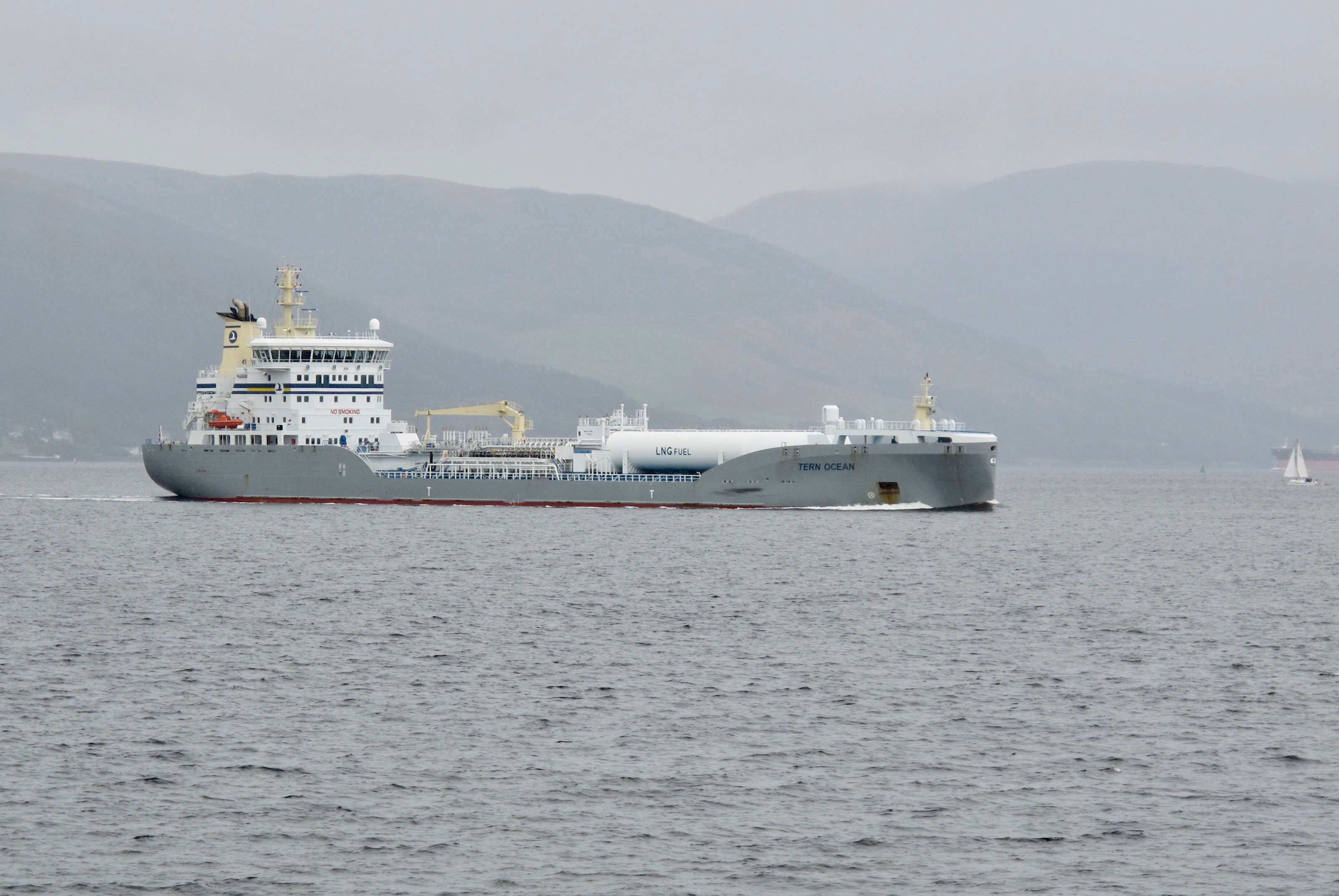
해상 LNG 엔진을 사용한 유조선 턴 오션호(Tern Ocean)가 영국 스코틀랜드 클라이드만을 항해하고 있는 모습

해상 LNG 엔진(Marine LNG Engine)은 천연가스나 석탄 연료를 화학 에너지로 전환하는 혼소 엔진이다. 천연가스 청정기가 적절하게 연소되기 때문에 상선 추진 공장에서의 천연가스를 사용하는 것은 IMO나 MARPOL의 환경 규정을 따르기 위하여 회사들에게 선택적인 사항이 되고 있다.
천연가스는 액화 상태(LNG)로 저장되어 있고, 두 개의 연료 엔진에 보일러를 연결하여 태워버린다. 선박 회사는 선단에 대한 추진 시스템을 선택할 때 조심스럽다. 증기 터빈 시스템은 수십년 동안 LNG 수송회사들의 주요 이동 수단으로서 주요한 선택이 되어 왔다. 추진된 증기를 사용하는 수 십 년 된 LNG 수송회사들은 BOG를 사용한다. LNG 수송회사들은 LNG를 액체 상태로 유지하기 위하여 영하 160도로 보관하여 단열이 잘 되도록 한다. 모든 단열재를 사용하더라도 LNG 원자로 건물 구역이 열에 의하여 관통되어 자연적으로 생성된 BOG가 발생한다.

## 역사
LNG 운송은 1959년 제2차 세계 대전 시기에 사용되었던 화물선을 개조한 메탄 피오니어호가 액화천연가스를 영국으로 안전하게 수송하였을 때 가능해졌다. LNG가 대양을 가로질러 안전하게 운송된 후에, LNG 운송 산업은 호황을 누렸고 현재 매년 2000억 달러를 자본에 사용하고 있다.
1964년에 LNG 산업이 시작된 이래로 국제 무역은 50배 정도 증가하였고, 생산 자본은 10배, 그리고 개인 선박 자본은 5배 증가하였다. LNG 대형선박의 디자인은 웜앤코(Worm's and Co)에 의하여 처음으로 만들어졌다. 이 디자인은 현재 Gaz Transport Design이라고 불린다. 대형 선박은 처음 34,000 제곱미터를 수용하기 위하여 만들어졌지만, 디자인은 71,500 제곱미터로 변형되었다. 구형 LNG 대형 선박은 훼그(Hoegh)가 노르만 레이디(Norman Lady)를 만들었을 때인 1973년에 보여졌다. 구형 선박은 현대 LNG 선박 중에 흔하다.
1999년에 삼성중공업은 이때 가장 큰 새로운 브블렝인형NG 선박을 만들었다. 그것은 길이 278.8미터에 20.7노트를 달릴 수 있는 가장 큰 단일 선박이었다. 2006년에 운송된 Artic Princess는 지금까지 만든 것 중 가장 큰 LNG 대형 선박이었다. 그것은 길이 288미터, 그리고 147,000 제곱미터의 능력을 지녔다.
2006년부터 대형 선박의 능력은 발전되고 있다. 2018년에 승객을 태운 새롭게 만들어진 LNG 선박은 파나마 운하를 통과할 수 있도록 디자인 되었고, 170,000 입방 미터의 능력을 지녔다. 적어도 한 명의 조선업자는 20만 입방 미터 네오파나막스 LNG 선박이 가능하다고 주장한다.

## BOG(증발 가스량, Boil-Off Gas)
이중 연료엔진에 연료를 공급하는 천연가스는 끓는 액체로 선박에 실리고 대기압보다 조금 더 높은 압력으로 운반된다. 열이 선박의 단열재를 침투할 때, 액화 천연 가스의 온도가 올라가 액체에서 가스로 증발할 수 있다. 열이 선박 내에 침투하게 되면, 증발 가스로 인하여 선박의 압력이 올라간다. 선박의 단열은 최첨단 기술로 설계되어있지만, 그럼에도 선박의 단열재는 열에 의하여 관통된다. 증발 가스는 선박이 항해 중에 발생한다. 폭풍우가 몰아치는 동안 LNG화물은 선박 안에서 움직여지고 미끄러진다.
증발 가스량은 하루 선박 용량의 0.1%~0.25%를 차지한다. 선박은 일정한 압력을 유지하여야 하는데 만약 선박 내의 압력이 제어되지 않거나 안전 벨브가 강제로 개방될 경우, 압력이 완화될 때까지 공기 중으로 Boil-Off를 방출한다. 이러한 관점에서 선박 내에서 LNG의 재유출은 대부분의 선박들에게 비경제적이라는 것이 증명되었다. 대신, 이 Boil-Off 효과에 의하여 생산된 가스는 선박의 추진 시스템과 연결되고, 증기 보일러와 이중연료 해상 디젤 엔진과 같은 발전소의 연료로 사용된다. 이를 통하여 선박의 연료사용을 줄이고, 연료비 및 장비 유지비를 절감할 수 있다.

## 기술
삼성 수상은 마크 3형 LNG 선박(Mark-Ⅲ)으로 이 LNG 선박 중 가장 컸다. 이 수상은 LNG 선박에서 볼 수 있는 가장 최신 기술을 보유했는데, 선박의 바닥은 이중으로 되어있으며, 선박사이에 임시 물막이(코퍼댐)가 있었다. 각 선박은 화물을 LNG의 표준 저장 온도인 영하 163도에서 보관하며 250mm의 단열재와 1.2mm 두께의 얇은 스테인리스 막으로 이루어져있다. 각 화물 선박은 화물을 신속하게 내리기 위하여 원심펌프를 침수시키는데 이것은 LNG 선박에 대한 표준 하역 방법이다. LNG 선박의 최대 수용치는 항만 시설 규모와 제약 때문에 전형적으로 12미터이다. LNG선의 가장 일반적인 크기는 12만 제곱미터에서 18만 제곱미터에 이른다.(LNG 운송회사 2행정 엔진에서 배출 경향, 2017).
LNG 선박의 두 가지의 흔한 유형은 모스와 멤브레인이다. 모스 종류의 선박은 LNG를 수용하는 구형탱크를 갖추고 있으며, 멤브레인 모양의 선박은 스테인리스강의 멤브레인으로, 전통적인 직사각형 형태의 선박을 갖추고 있다. 멤브레인 선박들은 같은 양의 LNG 연료를 운반할 때 모스 선박보다 작아 흔하지만, 모스 선박 보다 더 많은 증발 가스를 만들어낸다.
MEC Intelligence의 연구에 따르면 LNG는 40년 내에 모든 상선의 주요 연료원이 될 것이라고 한다. 많은 회사들은 이미 선박을 LNG 추진 시스템으로 전환하는 과정을 검토하기 시작하였다. LNG 추진 시스템은 일반적으로 방출 감소, 연료 소비 감소 및 효율적 개선을 초래할 수 있기 때문에 WHR이 장착 되어있다. LNG 동력 선박으로의 전환은 기업에게는 복사한 과제이지만, 현대식 폐열감소시스템(WHS)과 결합하면, LNG선박은 디젤이나 증기 구동 선박보다 더 효율적일 수 있다.

## 추진 시스템
LNG 선박의 대부분의 추진 시스템은 BOG와 액체 연료를 사용한다. 증기 기관에서는 BOG가 보일러를 점화하고 증기를 생산하는데 사용된다. 증기는 터빈을 구동하고 배를 앞으로 나아가게 한다. 이 유형의 장점은 LNG 화물 선박의 압력이 상승하면 과도한 BOG가 액체 연료와 동시에 연소된다는 것이다. BOG가 충분하지 않을 경우, 발전소의 작동을 유지하기 위하여 액체연료(중량 연료 오일/HFO)를 사용한다. 증기터빈엔진의 대안은 이중 연료 해상 디젤 엔진이다. 핀란드의 바르실라, 독일의 MAN Diesel ES와 같은 상업용 선박 추진 시스템 제조업체들이 대형 보어 혼소 디젤 엔진을 생산하고 있다. MAN Diesel ES ME-GI 엔진은 95%의 천연가스에서 100% HFO까지 그리고 그 사이 어디에서든지 매우 유동성이 있는 연료 모드를 가지고 있다. 시험용 오일은 압축 점화 엔진이며 천연가스는 자체 연성이 불가능하므로 최소 1%의 MGO가 필요하다. 행정 디젤 엔진이 보다 효율적이기는 하지만 증기터빈은 LNG의 Boil-Off Gas를 활용해야 되기 때문에 LNG 선박의 주요 이동 동력원이다.

## 비용 혜택
최근 연구에 따르면 LNG 유조선이 아닌 선박의 연료로 LNG를 사용하는 것이 초점을 맞추고 있다. 이러한 연구들은 LNG가 배출량 감소와 운영비 절감 면에서 두드러진다는 것을 보여주고 LNG 추진 시스템을 가동하는 데 일부 경제적 혜택이 유리한 것으로 나타났다. 폐열 회수와 같은 특정 시스템을 발전소에 추가할 경우 상당한 절약을 관찰할 수 있다. 한 연구에서는 WHR 시스템을 갖춘 LNG 엔진이 WHR을 사용하는 디젤엔진에 비해 돈을 절약한다는 것을 보여준다. 초기 투자비용은 더 높지만, 효율적이며 환경 친화적인 방법이다.

## 환경적 문제
천연가스는 주로 메탄으로 구성되며 기후문제를 유발한다(지구 온난화의 잠재성). 예를 들어 메탄 슬립이라고 불리는 문제가 있는데, 메탄 슬립이란 엔진에서 가스가 새어 나올 때를 말한다. 메탄은 20년 동안 지구온난화를 일으킬 수 있는 온실가스 성분인데 이는 이산화탄소의 86배보다 높다. 만약 메탄 슬립이 통제되지 않는다면, 천연가스를 사용할 때 환경적 이득은 메탄의 높은 온실 효과로 인하여 디젤이나 선박 연료에 대한 이점을 감소시키거나 심지어는 상쇄시킨다. 또 다른 문제는 매우 낮은 온도에서 보관되는 LNG와 관련된 위험이다.
선박의 단열은 매우 중요하며 구조적 취약성 및 동상을 유발할 수 있는 가능성이 있다. 기본적으로 선박 추진용 LNG가 일반 중유에 비하여 이산화탄소와 기타 오염물질을 감소시킨다는 것이 입증되었기 때문에, LNG 가스의 가용성, 선박 수요, 배출 제한, LNG 선박 설치 및 안전 요건 등 핵심요소에 따라 달라진다. 대부분의 상업 항구의 기반시설 부족, 가스 연료를 사용하는 선원의 제한된 주행 경험, 미래의 가스 가격, 그리고 필요한 안전 조치와 같은 문제들이 고려되어야 할 중요한 사항들이다.
미국 최대 해운회사인 토트사는 최근 두 대의 Washington-to-Alaska Orca 급 선박에 LNG가 가능한 신형 엔진을 탑재할 것이라고 발표하였다. 토트같은 회사의 경우, 가스 추진 시스템의 설치비용이 고려되는데 이러한 시스템에 대한 초기 투자는 기존 디젤 해결책보다 더 많은 비용이 든다고 추정된다. 그러나 연료비, 경제비, 유지비 및 설치비용을 고려하여 선박 수명 및 초기 투자 회수 기간에 대한 비용 분석 수치를 생성할 수 있다.
일반적으로, LNG 사용 이면의 이점은 잠재적 위험보다 훨씬 크다. 지속적으로 증가하는 배출량 제어와 함께 효율적이고 경제적인 해결책이 항상 요구되고 있다. 천연가스는 디젤과 HFO에 비해 상대적으로 오염이 덜하지만 지구온난화에 관해서는 더 심각하다.
LNG를 사용하면 이산화탄소 배출량이 약 25% 감소하는데, 이것은 황산화물을 거의 100% 감소시키고 질소산화물 배출을 약 85% 감소시킨다. LNG 선박으로 전환하는 초기 비용은 효율의 상승과 연료 소비량의 감소로 인하여 시간이 지남에 따라 상쇄된다.